# Rustock
Rustock — руткіт і ботнет , створений на його базі.  Rustock з'явився в 2006 році. Ботнет функціонував до березня 2011 року.
Заражались ПК з 32-бітовою ОС Microsoft Windows. З заражених комп'ютерів розсилалось дошкуляння, швидкість його розсилки могла досягати 25 тис. повідомлень на годину. Ботнет rustock містив від 150 тис. До 2 мільйонів заражених комп'ютерів.